# プレウロメイア
プレウロメイア（学名：Pleuromeia）は、ヒカゲノカズラ綱の属の一つ。すでに絶滅しており、現代のミズニラと類縁である。
P-T境界で発生した動植物の大量絶滅後、ユーラシア大陸全土やそのほかの地域で、前期三畳紀の植生を支配した。未成熟な古土壌に他の植物を伴わず堆積していることから、競合の少ない鉱物土壌で生育したパイオニア種（パイオニア植物）であったと推定されている。温室効果のある気候条件で高緯度に広がった。球果植物は初期アニシアンに再発生し、後期アニシアンにはソテツとシダ植物が続いた。